# Vanessa – Die Freundin der Geister
Vanessa – Die Freundin der Geister ist der Titel einer deutschsprachigen Comicserie aus dem Bastei-Verlag. Die Serie ist dem Horrorgenre zugeordnet und ist zwischen 1982 und 1990 14-täglich zunächst im Kleinformat (215 Ausgaben) erschienen. Ende der 1980er Jahre wurde sie um 26 Großbände, zwei großformatige Spezialausgaben und 40 Taschenbücher erweitert. Zusätzlich wurden zwölf ausgewählte Hefte vom Tonstudio Braun ins Hörspielformat übertragen.

## Figuren der Comicserie
Hauptfigur ist Vanessa Bunburry, die mit ihren Eltern auf Schloss Westwood Manor in der englischen Grafschaft Essex lebt. Sie besitzt die Gabe, Geister sehen und mit ihnen sprechen zu können. So verwundert es nicht, dass gerade der Geist des blonden, etwa 16 Jahre alten Jungen Harold ihr bester Freund wird. Letzterer bewohnt einen nahegelegenen Aussichtsturm und schenkt Vanessa ein magisches Amulett, mit dem sie ihn jederzeit herbeirufen kann. In Harolds Turm befindet sich die Pforte der Zeit, durch die beide ins Geisterreich gelangen können. Zusammen erleben sie schaurige, manchmal auch bizarre Abenteuer im Jenseits aber auch im Diesseits. Denn gerade in der Gegend um Westwood Manor tummeln sich besonders viele Gespenster, die zu Widersachern, aber auch zu neuen Freunden werden.  Weitere wichtige Figuren sind die bösartige Haushälterin Mrs. Hagglon und der trottelige Butler Brady, die es nie müde werden, nach dem geheimnisumwobenen Schatz von Westwood Manor zu suchen. Die beiden bilden einen lustig-düsteren Slapstickgegenpol zu den Helden Vanessa und Harold. Ein romantisches Verhältnis zwischen letzteren trägt zusätzlich zur Spannung bei.

## Besonderheiten
Die kleinformatigen Ausgaben enthielten Poster oder stattdessen zusätzliche Kurzgeschichten sowie Die violette Seite. Auf dieser letzten Seite wandte sich Vanessa regelmäßig selbst an ihre Leser, indem sie an den Verlag gesandte Zeichnungen veröffentlichte und einen kleinen Witz zum Besten gab. In den Großbänden wurde dieses Marketingkonzept um Leilas magische Seite erweitert, die aus Artikeln zu okkulten Themen aus der Feder einer vermeintlich authentischen Hexe bestand (es wurde immer ein Foto von Leila mit abgebildet). Alle Deckblattbilder und viele Postermotive beruhen auf handgezeichneten oder in Öl gemalten Vorlagen im Stil der klassischen Schauerromantik (auch: Schwarze Romantik).

## Hörspiele
Ab 1986 wurde 12 Folgen von Vanessa – Die Freundin der Geister vom Tonstudio Braun produziert. Die Folgen wurden ausschließlich auf Kassette veröffentlicht und hatten eine Spiellänge von ca. 50 Minuten. Sprecher waren u. a. Nina Danzeisen, Helmut Winkelmann und Erwin Scherschel. Aufgrund eines Rechtsstreits hat Bastei die Lizenzen für Vanessa, Geisterjäger John Sinclair und einigen weiteren Produkten eingezogen. Eine spätere Wiederaufnahme der Reihe konnte nicht verwirklicht werden.

### Hörspielindex
| 01              | Die Burg der grünen Ungeheuer     | VA 34  |
| 02              | Abschied von der Geister-Braut    | VA 35  |
| 03              | Sehnsucht nach den alten Freunden | VA 57  |
| 04              | Das Schloß der Geisterstimmen     | VA 72  |
| 05              | Das Mädchen an seiner Seite       | VA 88  |
| 06              | Die Schöne vom Teufelssee         | VA 93  |
| 07              | Die Geister-Prinzessin            | VA 22  |
| 08              | Die Mitternachtspuppen            | VA 62  |
| 09              | Die Fremde aus dem Schattenreich  | VA 73  |
| 10              | Wenn der bleiche Graf erscheint   | VA 94  |
| 11              | Das Gewölbe der Schatten          | VA 100 |
| 12              | Der Drachenturm                   | VA 118 |
| Anmerkungen: 1. |                                   |        |